# Élection présidentielle sud-coréenne de 2002
L'élection présidentielle sud-coréenne de 2002 s'est déroulée en Corée du Sud le 19 décembre 2002. Elle a donné Roh Moo-hyun gagnant avec environ deux pour cent de voix de plus que Lee Hoi-chang.

## Contexte
Conformément à la Constitution qui limite l'exercice de la fonction présidentielle à un seul mandat, le président Kim Dae-jung ne se représente pas. Les élections législatives de 2000 ayant permis au Grand Parti National de gagner la majorité à l'Assemblée nationale, profite au candidat Lee Hoi-Chang donné gagnant par les sondages.

## Primaires

### Primaire du Parti démocrate du millénaire
Pour la première fois, le Parti démocrate organise une primaire pour sélectionner son candidat. L'ancien gouverneur de la province de Gyeonggi et candidat à la présidentielle de 1997 face à Kim Dae-Jung, Rhee In-je y est donné favori dans les sondages. 
Mais après une campagne réussie Roh Moo-hyun, l'ancien ministre de la pêche du président Kim, crédité de 10% des intentions de votes dans les premiers sondages, voit sa cote de popularité augmenter fortement atteignant presque 41% à quelques jours de la primaire.
Au total ce sont sept candidats qui participent à la primaire dont Chung Dong-young alors membre de l'Assemblée pour le Jeolla du Nord. Elle commence le 3 mars 2004, et prend fin le 27 avril avec la victoire de Roh Moo-hyun (72.2%) face à Chung (27.8%). Les autres candidats s'étant retirés durant la course.

### Primaire du Grand Parti National
Quatre candidats participent à la primaire du Grand Parti national: l'ancien premier ministre Lee Hoi-chang, l'ancien ministre Lee Sang-hee et les membres de l'Assemblée pour Séoul Lee Bu-young et Choi Byung-ryul.
Lee Hoi-chang remporte la primaire avec 69% des voix devant Choi Byung-ryul (18.3%) et Lee Bu-young (2.4%).

## Campagne
Le candidat du Parti démocrate du millénaire, Roh Moo-hyun mise en partie sur le bilan de son prédécesseur Kim Dae-jung qui appartient au même parti. Il entend notamment poursuivre la « politique du rayon de soleil » qui vise à de meilleures relations avec la Corée du Nord. Il mène également campagne autour de la lutte contre la corruption et contre la présence militaire américaine en Corée du Sud.

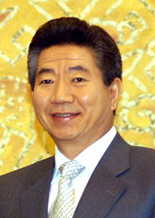
Roh Moo-hyun a été élu président lors de cette élection.

Chung Mong-joon candidat indépendant, fils de Chung Ju-yung le fondateur du groupe Hyundai, et qui en tant que propriétaire de la Fédération de Corée du Sud de football, bénéficie d'un importante cote de popularité avec le déroulement de la Coupe du monde de football 2002 en Corée. Il décide de former à un mois des élections une coalition avec Roh Moo-hyun pour contrer Lee Hoi-chang donné favori dans les sondages. Roh prend la tête de la coalition.
Le candidat conservateur Lee Hoi-chang, opposé à la « politique du rayon de soleil » est donné vainqueur par les sondages jusqu'à la formation de la coalition Roh-Chung. Il fait campagne sur l'économie et l'emploi, et contre la « politique du rayon de soleil ». Il souffre cependant de sa position pro-américaine et du soutien que lui accorde le président Bush. Notamment après l'incident de l'autoroute Yangju où des militaires américains ont tué deux écolières de 14 ans lors d'une manœuvre militaire en juin.  L'incident a eu un fort retentissement dans le pays où un anti-américanisme croissant s'installe dans la population.

## Résultats
| Président                      | Président                      | Parti                                  | Voix       | %        |
| ------------------------------ | ------------------------------ | -------------------------------------- | ---------- | -------- |
|                                | Roh Moo-hyun                   | Parti démocrate du millénaire          | 12 014 277 | 48,91 %  |
|                                | Lee Hoi-chang                  | Grand Parti national                   | 11 443 297 | 46,59 %  |
|                                | Kwon Young-ghil                | Parti démocratique du travail de Corée | 957 148    | 3,90 %   |
|                                | Lee Han-dong                   | Nation Unie                            | 74 027     | 0,3 %    |
|                                | Kim Gil-soo                    | Parti des défenseurs de la Patrie      | 51 104     | 0,2 %    |
|                                | Kim Yeong-Gyu                  | Parti socialiste                       | 22 063     | 0,1 %    |
|                                | Bulletins invalides            | -                                      | 223 047    | -        |
| Total (participation : 70,8 %) | Total (participation : 70,8 %) | Total (participation : 70,8 %)         | 24 784 963 | 100,00 % |